# V-MODA
V-MODA（ブイモーダ）は、アメリカ合衆国の音響機器製造メーカー。可搬型の高級音響機器に特化して製品の設計製造を行っており、ヘッドフォン・イヤホン、可搬型アンプ、保護用イヤープラグ、オーディオアクセサリーが製品に含まれている。2016年に、日本のローランドに買収されて子会社化。2019年に完全子会社化された。

## 概要
2004年に、高性能音響機器メーカーとして設立され、ファッション性の高いヘッドフォン市場を開拓した一社とされる。V-MODAは、ディスクジョッキーやオーディオマニアに好まれるプロフェッショナル・ヘッドフォンのブランドの一つである。

### 歴史
2004年に、プロディスクジョッキーのヴァル・コルトン（Val Kolton）によって設立された。彼は、元々「コルトン・テクノロジー（Kolton Technology）」として創業し、ディスクジョッキー向けのファッション性の高いヘッドフォンシリーズの開発のために、技術革新と新特許の開発に注力していた。製品やブランドは、イタリアのミラノとヴェネツィアで設計され、頻繁にデザイン調査が行われている。2006年に、いくつかの製品シリーズを発売し、最初の高充実度なファッション性の高いヘッドフォンメーカーとなった。このヘッドフォンは11色で33,000台を製造するに至った。また、この年に社名をV-MODAに変更している。
2007年、Appleと協業し、同社のiPhone、iPod向けの製品であるvibe duoシリーズを発売し、この商品はV-MODAの歴史の中で特筆されるものであった。このvibe duoシリーズは、AppleのiPhone、iPod向けとしては初めてのサードパーティー製ヘッドフォンであった。
2010年になると、V-MODAは、Mシリーズと呼ばれる製品の開発を開始した。2011年に、このMシリーズ初のオンイヤーヘッドフォンであるM-80が発売され、それから間もなくオーバーイヤーヘッドフォンのM-100が発売された。これと同じ時期、V-MODAはアジア太平洋地域、及びヨーロッパ地域向けの物流、製造と販売を目的に香港にオフィスを開設した。2013年になると、ヴァル・コルトンは、V-MODAミラノ有限責任会社（V-MODA Milano S.r.l.）のデザインスタジオを設立する為にミラノとミュンヘンへと移住した。V-MODAミラノは、V-MODAの全ての製品やコンテンツの設計製造を行うV-MODAの世界的子会社である。
2016年に、V-MODAはローランドとパートナーシップを結び、2019年に完全子会社化された。

### 拠点
V-MODAの本社は、アメリカ合衆国カリフォルニア州ロサンゼルス市ハリウッドに所在している。加えてデザインスタジオがイタリアロンバルディア州ミラノ県ミラノにある。また、地域支社がイギリス・イングランドのロンドンと中華人民共和国・香港にある。またカスタム製品はロサンゼルスで組み立てられており、工場は日本と中華人民共和国広東省深圳市にある。V-MODAの販売網は、イタリア、フランス、ドイツ、イギリス、スペイン、スイス、ベルギー、オランダ、ロシア、香港、中華人民共和国、タイ王国、シンガポール、日本、カナダそしてアメリカ合衆国にある。